# Elias Ellefsen á Skipagøtu
Elias Ellefsen á Skipagøtu, född 19 maj 2002, är en färöisk handbollsspelare (mittnia). Han spelar för tyska THW Kiel och Färöarnas landslag.

## Karriär
2019 var han med och vann European Open i Göteborg med Färöarnas ungdomslandslag. 2020/2021 blev han Svensk mästare med IK Sävehof, och 2021/2022 var han med och blev Svensk cupmästare. Säsongen 2021/2022 blev han uttagen i Handbollsligans All-Star Team som bästa mittnia, och blev även utsedd till säsongens MVP. Vid U21-VM 2023 blev han uttagen i All-Star Team som Bästa mittnia, och vann skytteligan med 55 gjorda mål.
Sedan sommaren 2023 har han ett fyraårigt kontrakt med tyska toppklubben THW Kiel.

## Meriter
- Tyska supercupmästare 2023 med THW Kiel
- SM-guld 2021 med IK Sävehof
- Svensk cupmästare 2022 med IK Sävehof
- EHF Champions League 2024 med THW Kiel

Individuella utmärkelser
- IHF Årets bästa unga spelare 2023[8]
- MVP Handbollsligan 2021/2022
- All-Star Team som Bästa mittnia Handbollsligan 2021/2022
- All-Star Team som Bästa mittnia U21-VM 2023
- Skytteligavinnare U21-VM 2023 (55 mål)

## Privat
Han är kusin till handbollsspelarna Óli Mittún och Pauli Mittún. Elias yngre bror Rói Ellefsen á Skipagøtu är också handbollsspelare.